# Оксолин
«Оксоли́н» («Оксоли́новая мазь») — торговое наименование лекарственного средства с действующим веществом диоксотетрагидрокситетрагидронафталин (именно это название указывается в качестве международного непатентованного наименования на оксолине, производимом в России) или 1,2,3,4-нафталинтетрон. Химическое название — 1,2,3,4-Тетраоксо-1,2,3,4-тетрагидронафталина (дигидрат). По фармакологической классификации (только в России) относится к противовирусным средствам для наружного применения. Ранее распространялся также под торговыми марками «Оксонафтилин» и «Тетраксолин».
Важно заметить, что по современным данным оксолин и его аналоги являются лекарственными средствами с недоказанной эффективностью. Сведения о регистрации препаратов с таким же действующим веществом за пределами бывшего СССР отсутствуют.
Не следует путать оксолин с оксолиновой кислотой (J01MB05 Архивная копия от 3 марта 2016 на Wayback Machine, oxolinic acid), которая является совершенно другим веществом, с иными фармакологическим свойствами.

## Свойства
Белый или белый с кремовым оттенком кристаллический порошок. Легко растворим в воде. Водные растворы нестойки, в щелочной среде быстро темнеют.
В лекарственных формах используется в виде дигидрата.

## История
Оксолин и оксолиновая мазь в качестве лекарственного средства в РСФСР были зарегистрированы в 1970 году (регистрационные номера 70/728/1 и 70/728/2). Торговые марки «Оксонафтилин» и «Тетраксолин» появились гораздо позднее — в 2006 и 2008 году соответственно.
Исследования препарата проводились в 1970-х годах в СССР, во Всесоюзном научно-исследовательском институте гриппа. Оксолин был изучен с положительным результатом в качестве средства профилактики гриппа.
В 1969 году исследования Львовского НИИ эпидемиологии и микробиологии показали, что оксолин способен снизить заболеваемость вирусными инфекциями до 44,5 % и гриппом — до 71 %.
Защитное действие оксолина от вирусных инфекций также было подтверждено на практике в 1969 году сотрудниками центральной СЭС Министерства здравоохранения СССР. Была изучена профилактическая эффективность 0,25%-й оксолиновой мази во время эпидемии гриппа: в двух городах среди 9600 детей дошкольного возраста в 80 детских учреждениях. Установлено, что применение этого препарата предупреждает вирусные заболевания, передающиеся воздушно-капельным путем, в 43 % случаев, а в других отмечено более легкое течение инфекции.
Также исследования оксолина в качестве профилактического средства[уточнить] были опубликованы 1999 году в химико-фрамацевтическом журнале.

## Фармакология
Исследования препарата проводились в 1970-х годах в СССР, во Всесоюзном научно-исследовательском институте гриппа.
Разработчиком препарата было заявлено, что оксолин обладает вирулицидным действием на вирус гриппа при непосредственном контакте с вируссодержащим материалом и препятствует репродукции вируса в клетках. Кроме этого, по данным разработчика, к действию тетраксолина чувствительны вирусы Herpes simplex, опоясывающего герпеса, аденовирусы, вирусы инфекционных бородавок и контагиозного моллюска.
3%-я мазь «Оксолин» может использоваться для удаления бородавок и папиллом.
Однако, несмотря на популярность препарата для лечения вирусных ринитов и профилактики гриппа, а также весьма значительный период практического применения, его эффективность не является доказанной, так как рандомизированных сравнительных испытаний не проводилось.
Фармакокинетика
При нанесении на кожу всасывается около 5 % препарата, на слизистую оболочку — до 20 %. В организме не кумулирует и выводится в основном почками в течение суток. При использовании 3%-й мази для нанесения на кожу и 0,25%-й мази — на слизистые препарат не оказывает резорбтивного токсического и местнораздражающего действия при условии, что покровы не повреждены и не скарифицированы .